# إم آي تي تكنولوجي ريفيو
إم آي تي تكنولوجي ريفيو (بالإنكليزية: MIT Technology Review، أي: المراجعة التقنية لمعهد ماساتشوستس) هي مجلة علمية صادرة عن معهد ماساتشوستس للتكنولوجيا. تأسَّست المجلة في سنة 1899، ومن ثمَّ أعيدَ إطلاقُ المجلة في 23 أبريل سنة 1998 تحت ناشر جديد هو R. Bruce Journey. إلا أنَّها عادت للمرور بمرحلة تحوُّلٍ أخرى في شهر سبتمبر 2005، عندما قرَّر رئيس التحرير والناشر آنذاك (وهو جيسون بونتين) أن يعودَ بها لصورةٍ شبيهة بما كانت عليه في أول انطلاقها قبل مائة عام.
وقبل إعادة انطلاق المجلة في سنة 1998، قال رئيسُ التحرير عن المجلَّة «أن شيئاً لن يبقَى من روحها القديمة سوى اسمها»، وبالتالي فمنذُ ذلك الحين ظهرت نسخة «حديثة» من مجلة إم آي تي تكنولوجي ريفيو مختلفةٌ جذرياً عن نسختها المنشورة قبل ذلك. وكان ناشرُ النسخة التاريخية من المجلَّة هو اتّحاد خريجي معهد ماساتشوستس للتكنولوجيا، ولذلك فقد كان محتوى المجلة حينها أكثر قُرْباً من اهتمامات خرِّيجي المعهد وكان ذا طابعٍ أكثر تخصًّصاً كما كان انتشارُ المجلة بين عموم الناس أقلّ. وأما النسخة الحديثة، المنشورة بين سنتي 1998 و2005 باسم «مجلة إم آي تي للابتكار»، فهي تُركِّزُ على آخر أخبارالتقنية وكيفية بيعها والاستفادة منها تجارياً، وقد وُجِّهَت هذه النسخة وسُوِّقَت لعموم الناس، وخصوصاً مديري الشركات التقنية والباحثين والممُولِّين وصانعي القرار وكذلك خريجي معهد ماستشوستس.
حازت مجلَّة تكنولوجي ريفيو في سنة 2011 على جائزة Utne Reader في الصحافة المستقلَّة لقاء أفضل تغطية للعلوم والتكنولوجيا.
أعلنت هيكل ميديا بالشراكة مع مؤسسة دبي للمستقبل في سنة 2018 عن إطلاق النسخة العربيَّة من المجلة باسم إم آي تي تكنولوجي ريفيو، لتكون النسخة الثامنة حول العالم بعد النسخة الإنجليزية والصينية واليابانية والإيطالية والألمانية والإسبانية والأوردية. وتتضمَّنُ النسخة العربية جائزة «مبتكرون دون 35»، التي تمنحُ لأفضل المبتكرين العرب الشَّباب كُلَّ عام. وقد صدرَ العدد الأول عن النسخة العربية في شهر سبتمبر 2018، وأعلنَ عنهُ خلال مؤتمر إيمتيك مينا.